# Gleznă

Vedere laterală a gleznei

Glezna este partea membrului inferior care cuprinde porțiunea articulației tibiei cu tarsul. Mușchii, tendoanele și ligamentele care sprijină articulația gleznei funcționează împreună pentru a propulsa corpul. 
Etimologia cuvântului provine din limba slavă veche, de la cuvântul glezinŭ, care a fost preluat și în alte limbi slave.
Printre bolile gleznei se numără și fractura sau ruptura de gleznă, care are loc atunci când unul sau mai multe dintre oasele componente ale gleznei se rup. 